# Acetamiprid
L'acetamiprid és un compost orgànic amb fórmula química C10H11ClN₄. Concretament és l'N-[(6-cloro-3-piridil)metil]-N'-ciano-N-metil-acetamidina.
És un insecticida neo-nicotenoid que es produeix sota el nom de Assail i Chipco per Aventis CropSciences. S'utilitza per al control d'insectes xucladors en els conreus. Aquest insecticida actua a través de contacte amb l'insecte.

## Mecanisme d'acció
Aquest insecticida actua sobre una proteïna receptora de la membrana posta sinapsi provocant d'aquesta manera un estat caòtic en l'àmbit del sistema nerviós central que comporta la mort de l'insecte.

## Toxicitat
La seva toxicitat és lleugerament perillosa en mamífers i no hi ha proves de neurotoxicitat o efectes carcinògens i mutagens.
- Oral: 808 mg/kg
- Dermatològica: superior a 2000 mg/kg[1]

## Formes comercials
- Protecprid 20% Polvo soluble
- Rescate 20 Polvo soluble[3]
- Zetamiprid 20 Polvo soluble
- Acelan 20, 200gr/L
- Aspilan 20 solucions 200gr/L
- Minalan 20, solució 200gr/L
- Acetamiprid 20% Polvo soluble[4]